# Erik Lundberg
Erik Lundberg (ur. 13 sierpnia 1907 w Sztokholmie, zm. 14 września 1987) – szwedzki ekonomista. Przedstawiciel szwedzkiej szkoły w ekonomii. Zajmował się analizą wielkości agregatowych takich jak dochód narodowy, oszczędności, inwestycje, konsumpcja. Rozwinął teorię cyklu gospodarczego.

## Dzieła
- Studia z teorii ekspansji gospodarczej (1937)
- Cykle gospodarcze i polityka ekonomiczna (1957)